# Tacuja Šinhama
Tacuja Šinhama (japonsky 新濱 立也, Šinhama Tacuja; * 11. července 1996) je japonský rychlobruslař.
Od roku 2014 startoval ve Světovém poháru juniorů, v roce 2017 závodil na Zimní univerziádě. Roku 2018 vyhrál na akademickém světovém šampionátu distance 500 m a 1000 m. Na velkých mezinárodních akcích působí od roku 2018, kdy debutoval ve Světovém poháru. Roku 2019 se poprvé představil na seniorských světových šampionátech, přičemž na Mistrovství světa ve sprintu získal stříbrnou medaili. Z Mistrovství světa na jednotlivých tratích 2020 si přivezl bronzovou medaili ze závodu na 500 m a následně vyhrál světový sprinterský šampionát 2020. V sezóně 2019/2020 zvítězil ve Světovém poháru v celkovém hodnocení závodů na 500 m. Startoval na ZOH 2022 (500 m – 20. místo, 1000 m – 21. místo).